# Emotional (Carl Thomas)
Emotional è il primo album in studio del cantante statunitense Carl Thomas, pubblicato il 18 aprile 2000 dalla Bad Boy Records e Arista Records.

## Tracce
1. Intro – 0:49 (Mario Winans)
2. Emotional – 4:31 (Carl Thomas, Kenneth Hickson, Mario Winans, Sting)
3. I Wish – 3:48 (Michael Flowers, Carl Thomas)
4. Anything (Interlude) – 1:37 (Mario Winans)
5. My Valentine – 4:11 (Gordon Chambers, Karl Gordon)
6. Giving You All My Love – 3:32 (Carl Thomas, Isaac Hayes, Kelly Price, Mario Winans)
7. Cadillac Rap (Interlude) – 0:54 (Michael Henderson)
8. Woke Up In the Morning – 4:12 (Carl Thomas, Harve Pierre, Sean Combs, Mario Winans, Christopher Wallace, Nashiem Myrick, Carlos Broady, Darryl McDaniels)
9. Come to Me – 4:24 (Carl Thomas, Anthony Dent, Jeffery Walker, Al Green, Al Jackson Jr., Wille Mitchell)
10. Cold, Cold World – 4:20 (Carl Thomas, Ron "Amen-Ra" Lawrence, Mark Batson)
11. Trouble Won't Last (Interlude) – 2:04 (Chucky Thompson, Malik Yusef)
12. You Ain't Right – 3:16 (Michael Flowers, Carl Thomas)
13. Lady Lay Your Body – 5:09 (Carl Thomas, Damien DeSandies)
14. Supastar – 3:51 (Brian Keirulf, Carl Thomas, Joshua M. Schwartz, Rashad Smith)
15. Summer Rain – 3:53 (DJ Rogers, Dwight Myers, Stevie Wonder)
16. Hey Now – 5:22 (Carl Thomas, Dwight Myers)
17. Special Lady – 4:33 (Carl Thomas, Deric Angelettie, Garrette "Blake" Smith)

## Classifiche

### Classifiche settimanali
| Classifica (2000) | Posizione massima |
| ----------------- | ----------------- |
| Stati Uniti       | 9                 |

### Classifiche di fine anno
| Classifica (2000) | Posizione massima |
| ----------------- | ----------------- |
| Stati Uniti       | 97                |